# John Kirk

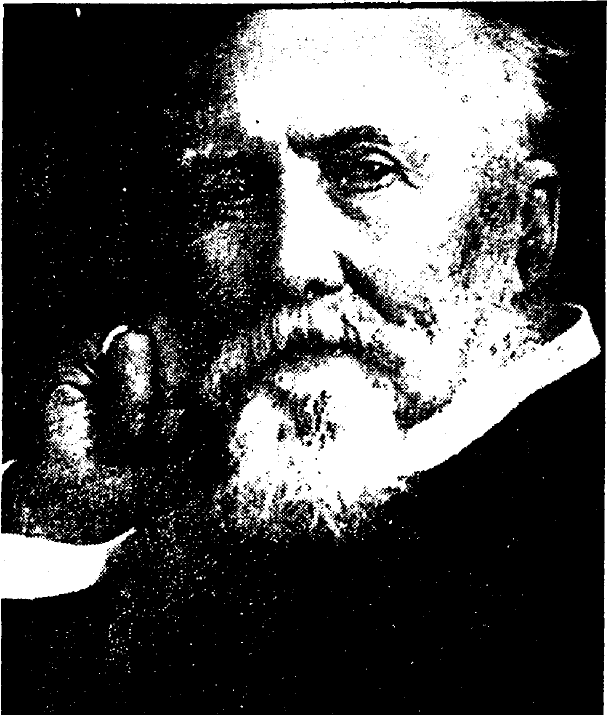
Sir John Kirk im Ruhestand

Sir John Kirk (* 19. Dezember 1832 in Angus Barry; † 15. Januar 1922) war ein schottischer Arzt,  Naturwissenschaftler, Entdeckungsreisender und Diplomat. Als Reisebegleiter des Missionars und Entdeckers David Livingstone in Ostafrika war er einer der ersten Europäer, die den Nyassa-See erreichten; später als britischer Generalkonsul in Sansibar hatte er maßgeblichen Anteil am Verbot des Sklavenhandels sowie am Ausbau des britischen Einflusses auf Wirtschaft und Politik in Ostafrika. 

## Entdeckungsreise
Kirk wurde in Schottland geboren und erwarb seinen Abschluss in Medizin an der Universität von Edinburgh. Danach nahm er als Arzt am Krimkrieg teil. Von 1858 bis 1863 begleitete er David Livingstone als Naturwissenschaftler und Arzt auf dessen zweiter Expedition nach Zentralafrika. 1863 musste er jedoch wegen seiner schlechten gesundheitlichen Verfassung nach Großbritannien zurückkehren. 

## Diplomatische Tätigkeit
1866 wurde Kirk als Arzt an die britische Vertretung in Sansibar geschickt und bald darauf in den diplomatischen Dienst übernommen; 1873 stieg er zum Generalkonsul auf und hatte dieses Amt bis 1887 inne. In dieser Zeit gelang es ihm nach langen Verhandlungen mit dem omanischen Sultan Bargasch, ein Sklavenhandelsverbot für Sansibar und den Einflussbereich des Sultans an der ostafrikanischen Küste durchzusetzen. Zugleich nutzte er seinen Einfluss, um die Kontrolle Großbritanniens über den Elfenbeinhandel in Ostafrika auszubauen.
Zurück in Großbritannien pflegte er enge Beziehungen zu Geschäftsleuten und Reisenden, die in Ostafrika engagiert waren, so etwa zu Frederick Lugard und Horace Waller.
Während seines ganzen Lebens war er ein passionierter Botaniker, er publizierte zahlreiche wissenschaftliche Artikel (sein botanisches Autorenkürzel lautet „J.Kirk“), und sein Wissen war unter Fachleuten sehr geschätzt. Viele afrikanische Pflanzen und Tiere wurden nach ihm benannt.
In Anerkennung seiner Verdienste wurde er 1881 als Knight Commander des Order of St Michael and St George (KCMG) geadelt, 1886 zum Knight Grand Cross des Order of St Michael and St George (GCMG) erhoben und 1890 auch zum Knight Commander des Order of the Bath (KCB) ernannt.
John Kirks Grabstätte befindet sich in Sevenoaks in der Grafschaft Kent.

## Trivia
In seiner Literarisierung Denhardts Griff nach Afrika von 1938 baute der Schriftsteller Hermann Schreiber den Briten John Kirk als Gegenspieler der Brüder Denhardt ein.